# Juniperus gracilior
Juniperus gracilior — вид хвойних рослин родини кипарисових. лат. gracilior — «тонкий».

## Поширення, екологія
Країни проживання: Домініканська Республіка; Гаїті. Є 3 різновиди й кожен зустрічаються в дуже обмежених місцях в вологій гірській лісовій зоні від 1000 м до 2550 м над рівнем моря; їх місце існування характеризується розсипом пальм Manacla і рясними епіфітами. Лісовий покрив був знищений в більшості пунктів і переважає вторинна рослинність, часто переважають папороті Pteridium aquilinum. У більшості пунктів серед ялівцю присутні тільки поодинокі індивіди. Вид зустрічається головним чином на кислих лісових ґрунтах, але J. gracilior var. urbaniana займає два обмежених райони, один поруч з вершиною Pic la Selle між 2300–2550 м над рівнем моря, а другий на рівнині в районі Sierra de Baoruco оточенні лісом на вапняку.

## Морфологія
Росте як вічнозелений кущ або дерево від 10 до 15 метрів. Від яскраво-зеленого до сіро-зеленого кольору лускоподібні листки довжиною від 1 до 1,5 міліметрів із загостреними кінчиками. Ягодоподібні шишки діаметром 5–7 мм від сферичної форми до ниркоподібної. Дозрілі вони червонуваті з блакитним блиском, кожна несе 1–2 насіння.

## Використання
Деревина використовується для виготовлення меблів і різьблення і на дрова. В Гаїті, де вид не зустрічається в дикій природі, рослину саджають як декоративне дерево. Використання не відоме для сланкої чагарникової J. gracilior var. urbaniana.

## Загрози та охорона
Крім різання для деревини та дров, цей вид перебуває під загрозою вирубки лісів під пасовищ і (техногенних) пожеж. Принаймні, одна різновид (var. urbaniana) живе в основному в межах національного парку. Суворе регулювання різання деревини та випасання тварин терміново потрібні для захисту даного виду та його різновидів.